# Jorge Amado (homme politique)
Pour les articles homonymes, voir Jorge Amado et Amado.
Jorge Amado est un homme politique santoméen, membre du Mouvement pour la libération de Sao Tomé-et-Principe – Parti social-démocrate.

## Biographie
Jorge Amado a occupé les fonctions de député, au moins à partir de 2002 et jusqu'en 2018, de ministre de l'Agriculture et d'ambassadeur à Taïwan.
En juin 2012, il est élu président du MLSTP-PSD, avec notamment Osvaldo Vaz comme vice-président. Il devient cependant une figure contestée au sein de son parti, et doit abandonner la tête de liste aux élections législatives de 2014. Il est suspendu de ses fonctions de président du groupe parlementaire MLSTP-PSD en mai 2018.
Il est candidat à l'élection présidentielle de 2021, sans toutefois bénéficier du soutien de son parti, qui lui préfère Guilherme Posser da Costa. Lors du vote interne du Conseil national du parti, il obtient seulement 15 voix (5,28 %).
Il est nommé ministre de la Défense et de l'Ordre intérieur lors du remaniement du XVIIIe gouvernement de Jorge Bom Jesus le 2 février 2022. Il est maintenu dans le gouvernement suivant de Patrice Trovoada (ADI) en novembre 2022, nommé ministre de la Défense et de l'Administration interne.